# Бојан Кривокапић
Бојан Кривокапић (Београд, 28. јануар 1986) српски је позоришни, телевизијски и филмски глумац.

## Биографија
Бојан Кривокапић је рођен у Београду 28. јануара 1986. године. Глуму је дипломирао на Факултету драмских уметности у Београду, у класи професорке Биљане Машић. Стални је члан Народног позоришта у Београду од 1. септембра 2012. године. Популарност је стекао у филмском и телевизијском пројекту Драгана Бјелогрлића, Монтевидео, Бог те видео!.
Његов отац је глумац Миодраг Кривокапић.

## Филмографија
| Год.       | Назив                                              | Улога                   |
| ---------- | -------------------------------------------------- | ----------------------- |
| 2000-е     |                                                    |                         |
| 2008.      | Краљевина Србија                                   |                         |
| 2008.      | Бела лађа                                          | Криминалац              |
| 2009.      | Рањени орао (ТВ серија)                            | Пилот                   |
| 2009.      | Горки плодови                                      | Муцулин син             |
| 2009.      | Љубав и мода: Евроштикла                           |                         |
| 2009.      | Све поруке су избрисане                            |                         |
| 2010-е     |                                                    |                         |
| 2010.      | Грех њене мајке (ТВ серија)                        | Милија                  |
| 2010.      | Монтевидео, Бог те видео!                          | Момчило Ђокић „Гусар“   |
| 2011.      | Цват липе на Балкану                               | удбаш                   |
| 2011.      | Преградни зид                                      |                         |
| 2011.      | Практични водич кроз Београд са певањем и плакањем |                         |
| 2012.      | Последња мрва сна                                  | Официр                  |
| 2012.      | Супермаркет бајка                                  |                         |
| 2012.      | Монтевидео, Бог те видео! (ТВ серија)              | Момчило Ђокић „Гусар“   |
| 2013.      | Жене са Дедиња                                     | Борко                   |
| 2013.      | На путу за Монтевидео                              | Момчило Ђокић „Гусар“   |
| 2013.      | Равна Гора (ТВ серија)                             |                         |
| 2013.      | Да ли верујеш у љубав после љубави                 |                         |
| 2014.      | Монтевидео, видимо се!                             | Момчило Ђокић „Гусар“   |
| 2014.      | Револт                                             |                         |
| 2014.      | Монтевидео, видимо се! (ТВ серија)                 | Момчило Ђокић „Гусар“   |
| 2014-2023. | Ургентни центар                                    | Никола/Радош Лолић      |
| 2015.      | Чизмаши                                            | наредник у војној школи |
| 2017.      | Војна академија                                    | капетан Станић          |
| 2017.      | Сенке над Балканом                                 | комуниста 1             |
| 2017—2018. | Истине и лажи                                      | Стефан Филиповић        |
| 2018.      | Пет                                                | Ђорђев син              |
| 2020-е     |                                                    |                         |
| 2021.      | Александар од Југославије                          | Мустафа Голубић         |
| 2021.      | Коло среће                                         | детектив Продановић     |
| 2021.      | Династија                                          | Мирко Зец               |
| 2023.      | Вера (ТВ серија)                                   | Угљеша Поповић          |
| 2024.      | Сабља (ТВ серија)                                  | Звездан Јовановић       |